# Goniostemma acuminata
Goniostemma acuminata är en oleanderväxtart som beskrevs av Robert Wight. Goniostemma acuminata ingår i släktet Goniostemma och familjen oleanderväxter. Inga underarter finns listade i Catalogue of Life.